# Teleportatie

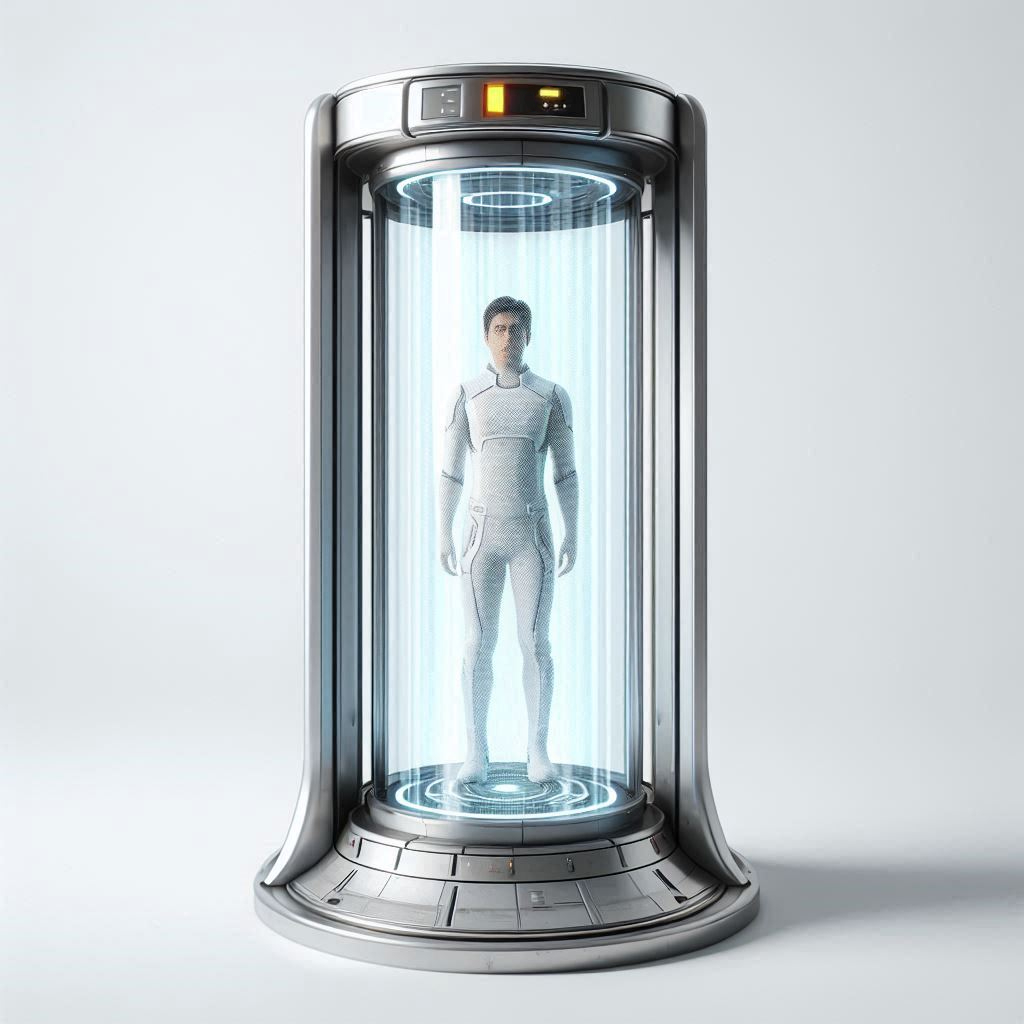
Een voorstelling van een teleportatiemachine, gemaakt door AI

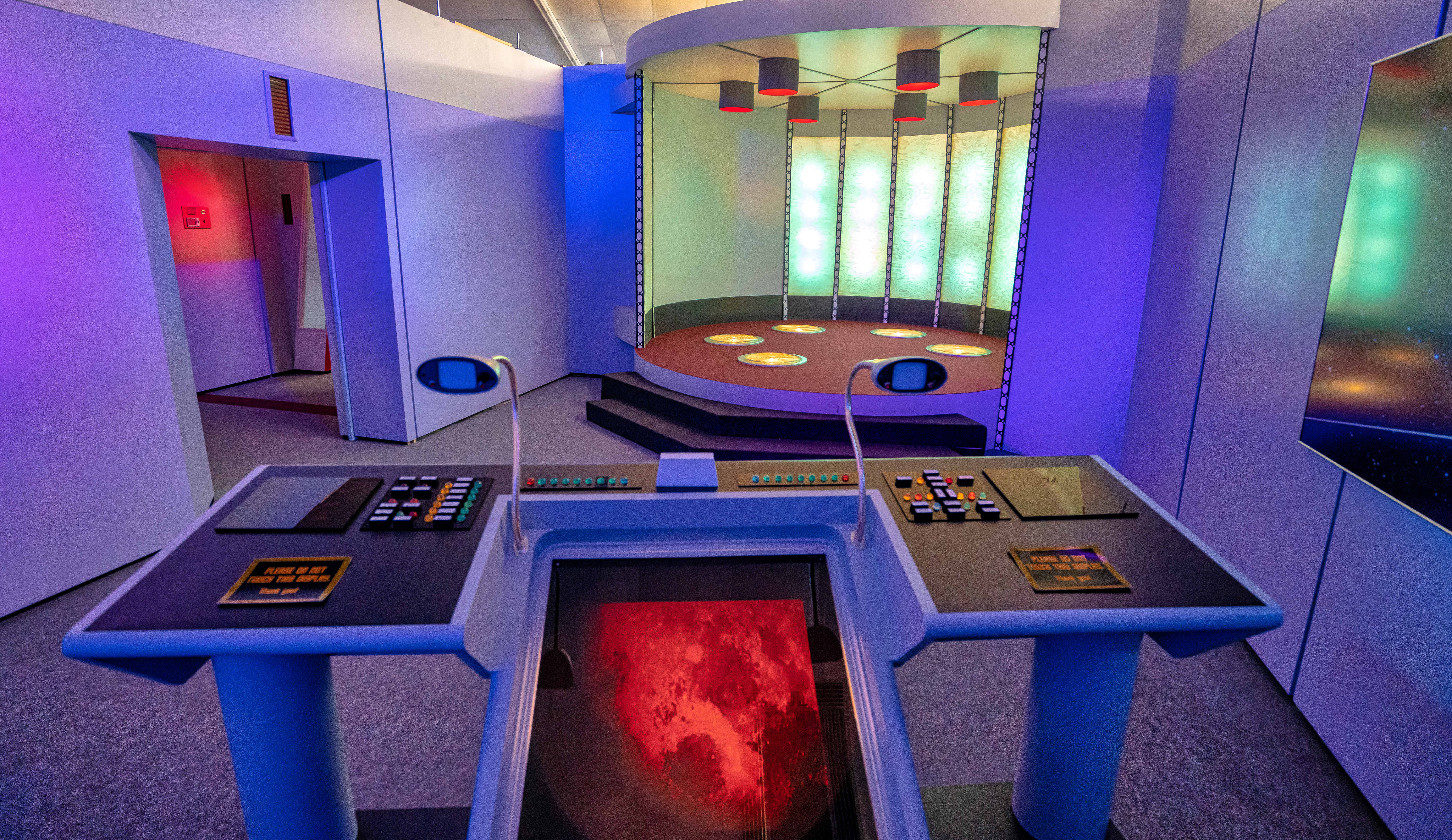
De transporterkamer met een teleportatieapparaat uit de sciencefiction-televisieserie Star Trek

Teleportatie of teleporteren is de rechtstreekse verplaatsing van objecten van de ene plaats naar de andere, zonder dat het object fysiek de ruimte tussen beide plaatsen hoeft te doorkruisen. Min of meer op hetzelfde moment verdwijnt het object op de ene plaats en verschijnt het op de andere.
Deze techniek is – tenminste bij de huidige stand van de natuurwetenschap – volstrekt denkbeeldig, maar het verschijnsel is zeer uitgebreid in gebruik in sciencefiction.
De term 'teleportatie' wordt daarnaast ook gebruikt bij beschrijvingen van wetenschappelijk onderzoek dat poogt (kwantum)eigenschappen van een bepaald atoom naar een ander atoom over te brengen. Dat fenomeen zou gebruikt kunnen worden om informatie over te brengen en een rol kunnen spelen bij de ontwikkeling van een kwantumcomputer.
Het woord teleportatie komt van het Engelse woord teleportation, dat zijn oorsprong heeft in de vroege 20e eeuw en werd bedacht door de Amerikaanse schrijver Charles Hoyet Fort. Hij koppelde het Griekse woord tele (ver) aan het woord transporteren.

## Theoretische werking
Theoretisch zou teleportatie als volgt kunnen werken:
1. Een apparaat maakt een complete analyse van samenstelling en structuur van een object. Dat betekent dat alle moleculen, atomen en elementaire deeltjes worden onderzocht, inclusief details zoals de spin van de deeltjes. Het 'object' in kwestie zou ook een mens of een ander levend wezen kunnen zijn. Men veronderstelt dat deze analyse ook alle herinneringen, wensen, gevoelens en dergelijke vastlegt van degene die geteleporteerd wordt.
2. Het analyseresultaat wordt in de vorm van informatie verzonden naar de plaats waar het object naartoe gebracht moet worden.
3. Op de gewenste locatie wordt een kopie van het oorspronkelijke object opgebouwd met behulp van de ontvangen informatie.
4. Daarnaast wordt ook het oorspronkelijke exemplaar vernietigd, om te voorkomen dat de betrokkene verdubbeld wordt.

Als de laatste stap wordt weggelaten, krijgt men een vorm van klonen. Die vorm van klonen is dus aan teleportatie verwant.
Teleportatie zou ook gerealiseerd kunnen worden door gebruik te maken van afwijkingen in de geometrische structuur van de tijd-ruimte, waardoor van elkaar verwijderde plaatsen elkaar zouden kunnen gaan raken of overlappen.

## Problemen

### Praktische problemen
Het vastleggen van de plaats en toestand van alle atomen en elektronen in een voorwerp of levend wezen en het doorzenden van die informatie is dermate ingewikkeld dat het niet waarschijnlijk lijkt dat teleportatie binnenkort mogelijk wordt. Volgens de onzekerheidsrelatie van Heisenberg lijkt het zelfs helemaal niet mogelijk.
Het reconstrueren van het object met de ontvangen informatie op de plaats van bestemming is nog moeilijker. Een bijkomend (relatief niet al te groot) probleem wordt gevormd door eventueel al aanwezige materie op de plaats van bestemming, of dat nu een boom, een passerend insect of gewoon lucht is. Het geteleporteerde object zou dezelfde ruimte in moeten nemen. Wat er gebeurt met verschillende atomen of moleculen die tegelijkertijd op dezelfde plaats zijn is niet te voorspellen. Of het geteleporteerde object dit ongeschonden doorstaat nog minder. Als oplossing voor dit probleem zou de reeds aanwezige materie op de plaats van bestemming de andere kant op geteleporteerd kunnen worden. Dat zou gevaarlijk kunnen zijn als op de plaats van bestemming een heel andere temperatuur of druk enzovoorts heerst.
Reconstructie van bijvoorbeeld een klein rijtje atomen of een klein molecuul is in 2020 in principe mogelijk met schrijvende atoomkrachtmicroscopie.

### Filosofische problemen

#### De ziel
Het is de vraag of herinneringen, reflexen en "ziel" van een mens volledig bestaan uit stoffelijke verschijnselen. Volgens bepaalde filosofische opvattingen is een mens meer dan de atomen of andere natuurkundige verschijnselen waaruit die mens bestaat.
Volgens een strikt materialistische opvatting zijn al die zaken echter vastgelegd in de fysische en chemische samenstelling van het lichaam. Die zouden in principe dus allemaal gekopieerd kunnen worden.

#### Het ontstaan van leven
Volgens begrippen uit de 18e eeuw kan leven alleen ontstaan uit reeds levende wezens. Alle atomen kunnen dan wel gekopieerd worden, maar dat wil nog niet zeggen dat de kopie 'spontaan' begint te leven. Op grond daarvan werd onderscheid gemaakt tussen organische en anorganische stoffen. In de moderne scheikunde is het verschil tussen organische en anorganische stoffen echter maar relatief.

## In literatuur en media
Het woord 'teleportatie' wordt voor het eerst gebruikt in het tweede hoofdstuk van het boek Lo! (1931) van Charles Hoyet Fort. Hij formuleerde het als volgt: "Mostly in this book I shall specialize upon indications that there exist a transportery force that I shall call Teleportation".

### Bijbel
In de Bijbel staat in Handelingen 8:39-40:

Toen ze uit het water kwamen, greep de Geest van de Heer Filippus en nam hem mee, en de eunuch zag hem niet meer, maar vervolgde zijn weg vol vreugde. Filippus kwam terecht in Azotus, en het land doorgaande, verkondigde hij het Evangelie in alle steden, totdat hij te Cesarea kwam.

 Deze formulering doet aan teleportatie denken.

### Moderne teleportatie
Het bekendste voorbeeld van teleportatie in sciencefiction is de transporter uit Star Trek, maar bijvoorbeeld ook in de serie Blake's 7 en de SF-parodie Spaceballs komt teleportatie met behulp van een transporter voor. De Nederlandse romanschrijver en journalist Max Dendermonde past teleportatie toe in zijn roman De wereld gaat aan vlijt ten onder (1954): de nog experimentele teleportatie geschiedt tussen twee telefooncellen op afstand en wordt geprobeerd op een hond nadat voorwerpen al met succes zijn geteleporteerd. Die hond komt er aan de andere kant inderdaad levend uit, maar een poot is op een verkeerde plaats aan de romp terecht gekomen, nog een klein foutje, maar de hond wordt afgemaakt. Vergelijkbare teleportatie (op korte afstand) speelt een rol in de film The Fly (1958) en in de remake en sequels daarvan. In de strips van Suske en Wiske door Willy Vandersteen werkt de verstrooide professor Barabas aan de teletijdmachine: een tijdmachine met teleportatiefunctie die weliswaar nooit af is, maar toch intensief gebruikt wordt. Het 'verschijnselen' (verzonnen werkwoord) in de boeken van Harry Potter is een vorm van teleportatie. Hierbij kan iemand op magische wijze zichzelf ogenschijnlijk in het niets laten verdwijnen om op een andere plaats weer te verschijnen.